# Nekrolog 1742
Nekrolog
◄◄
| ◄
| 1738
| 1739
| 1740
| 1741
| 1742 | 1743 | 1744 | 1745 | 1746 | ► | ►►
Weitere Ereignisse | Allgemeiner Nekrolog 1742
Die Beschreibung der verstorbenen Person sollte so kurz wie möglich gehalten sein und nur deren signifikante Tätigkeit(en) enthalten.
Neue Namen ggf. auch unter dem Geburts- und Sterbedatum, also etwa unter 1. Januar und im Geburts- und Sterbejahr (2024) eintragen (nur bei entsprechender großer Wichtigkeit). Für Beispiele siehe die schon vorhandenen Artikel.
Außerdem über die fünf zuletzt Verstorbenen, zu denen es einen ausreichend guten Artikel für eine Präsentation auf der Hauptseite gibt, nach der todesbedingten Überarbeitung der Artikel ggf. auch unter Wikipedia Diskussion:Hauptseite informieren und sie am besten auch in den anderen Wikipedia-Sprachversionen eintragen. Tipp: Regelmäßig bei news.google.de nach „ist tot“, „gestorben“ oder „verstorben“ suchen.
Wenn eine Person gestorben ist, gibt es viele Seiten zu dieser Person in der Wikipedia, die davon auch betroffen sind und entsprechend aktualisiert werden müssen. Beispiele: Namenübersichtsseite, Geburtsjahr, Geburtsort-Seiten und viele mehr.
Wie finde ich die betroffenen Seiten?
Im Suchfeld auf der linken Seite gibt man den Suchbegriff so ein: „Vorname Nachname“. Dann klickt man auf Volltext und alle Seiten mit entsprechendem Suchtext werden aufgerufen. Hier sieht man dann schnell, wo auch das Todesjahr Sinn macht oder sogar ein Teil des Artikels angepasst werden muss. Auch hilft das „Werkzeug“ auf der linken Seite sehr gut, um solche Seiten aufzufinden: „Links auf diese Seite“. Somit ist die Wikipedia wieder aktuell in allen Bereichen! Hinweis: bei Eintragung der Kategorie „Gestorben JAHR“ wird der Missbrauchsfilter 49 ausgelöst, was jedoch nicht schlimm ist. Siehe: Spezial:Missbrauchsfilter/49
Dies ist eine Liste von im Jahr 1742 verstorbenen bekannten Persönlichkeiten. Die Einträge erfolgen innerhalb der einzelnen Daten alphabetisch sortiert. Tiere sind im Nekrolog für Tiere zu finden.

## Januar
| Tag        | Name                                  | Beruf, bekannt als                                                         | Alter | Beleg |
| ---------- | ------------------------------------- | -------------------------------------------------------------------------- | ----- | ----- |
| 1. Januar  | Philippe de Brueys                    | preußischer Gouverneur des Kantons Neuenburg                               |       |       |
| 1. Januar  | Just Heinrich Mangold                 | deutscher Mediziner und Physiker                                           |       |       |
| 2. Januar  | Hermann Christoph Engelke             | deutscher lutherischer Theologe                                            | 62    |       |
| 4. Januar  | Georg Ernest von Melvill              | braunschweig-lüneburgischer General der Infanterie                         | 73    |       |
| 6. Januar  | Gebhard Werner von Bartensleben       | Adliger, Schatzrat von Braunschweig                                        | 66    |       |
| 6. Januar  | Johann Georg Reinhardt                | österreichischer Organist und Komponist                                    |       |       |
| 7. Januar  | Friedrich August Hackmann             | deutscher Rechtswissenschaftler                                            | 71    |       |
| 8. Januar  | Casimir Christoph von Brackel         | Landhofmeister und Kanzler in Kurland                                      |       |       |
| 8. Januar  | Johann Christoph von Naumann          | deutscher Ingenieur, Offizier und Architekt                                | 77    |       |
| 10. Januar | Siegmund Friedrich Dresig             | deutscher Altphilologe und Pädagoge                                        | 38    |       |
| 15. Januar | Diana Beauclerk, Duchess of St Albans | Oberhofmeisterin der Caroline, Princess of Wales                           |       |       |
| 19. Januar | Hartwig Bambamius                     | deutscher lutherischer Theologe                                            | 56    |       |
| 19. Januar | Tomàs Milans i Godayol                | katalanischer Kirchenmusiker, Harfenist, Kapellmeister und Komponist       | 69    |       |
| 23. Januar | Johann Konrad Dreyer                  | deutscher Tenor und Kantor                                                 | ≈70   |       |
| 24. Januar | Benedikt Anton Aufschnaiter           | österreichischer Komponist                                                 |       |       |
| 25. Januar | Edmond Halley                         | englischer Astronom                                                        | 85    |       |
| 27. Januar | Giovanni Venceslao Piccolomini        | Herzog von Amalfi, Reichsfürst und Herr der Herrschaft Náchod in Ostböhmen |       |       |
| 30. Januar | Christian Wilhelm von Münchhausen     | deutscher Domherr                                                          | 58    |       |
| Januar     | Heinrich Walther Gerdes               | deutscher Theologe und Bibliothekar                                        | 51    |       |

## Februar
| Tag         | Name                                 | Beruf, bekannt als                                            | Alter | Beleg |
| ----------- | ------------------------------------ | ------------------------------------------------------------- | ----- | ----- |
| 8. Februar  | Philipp Ludwig Wenzel von Sinzendorf | Obersthofkanzler unter Joseph I., Karl VI. und Maria Theresia | 70    |       |
| 16. Februar | Joachim Holce                        | deutscher Pädagoge und Theologe                               |       |       |
| 17. Februar | Kilian Stobæus                       | schwedischer Arzt und Naturwissenschaftler                    | 52    |       |
| 19. Februar | Johann Brusch von Neiberg            | Jurist und Syndikus der Stadt Eger                            | 75    |       |
| 26. Februar | Charles Hope, 1. Earl of Hopetoun    | schottischer Adliger                                          |       |       |
| 28. Februar | Willem Jacob ’s Gravesande           | niederländischer Physiker, Astronom und Mathematiker          | 53    |       |

## März
| Tag      | Name                                        | Beruf, bekannt als                                      | Alter | Beleg |
| -------- | ------------------------------------------- | ------------------------------------------------------- | ----- | ----- |
| 5. März  | Carl Gustaf Örnestedt                       | schwedischer Feldmarschall                              | 72    |       |
| 9. März  | James Douglas-Hamilton, 5. Duke of Hamilton | 5. Duke of Hamilton                                     | 40    |       |
| 9. März  | Michael Klahr der Ältere                    | deutscher Bildhauer                                     |       |       |
| 10. März | Damian von Ritter zu Grünstein              | kurmainzischer Beamter                                  | 64    |       |
| 13. März | Alfons Ambuel                               | dSchweizer Offizier und Politiker                       |       |       |
| 23. März | Jean-Baptiste Dubos                         | französischer Theologe, Ästhetiker und Historiker       | 71    |       |
| 27. März | Johann Martin Schamelius                    | deutscher evangelischer Theologe und Kirchenlieddichter | 73    |       |
| März     | Johann Kaspar Ophoff                        | Bürgermeister von Elberfeld                             |       |       |

## April
| Tag       | Name                                        | Beruf, bekannt als | Alter | Beleg |
| --------- | ------------------------------------------- | --- | ----- | ----- |
| 1. April  | Arnold Christian Beuthner                   | deutscher evangelisch-lutherischer Geistlicher und Schriftsteller                                                                  | 52    |       |
| 2. April  | James Douglas                               | britischer Anatom und Chirurg | 67    |       |
| 10. April | Wilhelmine Amalie von Braunschweig-Lüneburg | durch Heirat römisch-deutsche Kaiserin                                                                                             | 68    |       |
| 13. April | Joachim-Joseph d’Estaing                    | französischer Bischof |       |       |
| 13. April | Giovanni Veneziano                          | italienischer Komponist | 59    |       |
| 15. April | John Armstrong                              | britischer Offizier und Militäringenieur                                                                                           | 68    |       |
| 15. April | Josephus Serrurier                          | niederländischer Philosoph, Physiker, Mathematiker, Mediziner und Botaniker                                                        |       |       |
| 16. April | Pierre Brumoy                               | französischer Schriftsteller | 53    |       |
| 17. April | Eberhard Bacmeister                         | deutscher Mediziner, fürstlich-ostfriesischer Leibarzt sowie Regierungs- und Konsistorialrat                                       | 82    |       |
| 17. April | Arvid Horn                                  | Kanzleipräsident Vorsitzender des Reichsrates von Schweden                                                                         | 78    |       |
| 18. April | Johann Zacharias Hartmann                   | deutscher Jurist und Hochschullehrer, Königlich Großbritannischer und Kurfürstlich Braunschweig-Lüneburgischer Kanzlei- und Hofrat | 47    |       |
| 18. April | Johann Georg Haruckern                      | österreichischer Politiker | 78    |       |
| 18. April | Julius Bernhard von Rohr                    | sächsischer Kameralist, Naturwissenschaftler und Schriftsteller                                                                    | 54    |       |
| 23. April | Mihael Omerza                               | slowenischer Komponist | 62    |       |
| 24. April | Friedrich Ludwig von Sydow                  | preußischer Landrat | 41    |       |
| 27. April | Heinrich Philipp Guden                      | deutscher lutherischer Theologe und Generalsuperintendent                                                                          | 65    |       |
| 29. April | Heinrich Carl von Ostein                    | deutscher Jurist, ein kaiserlicher Wirklicher Geheimer Rat und zeitweise kaiserlicher Botschafter                                  | 49    |       |
| 30. April | Johann Caspar II. Graf Cobenzl              | österreichischer Adeliger, Landeshauptmann in Görz und in Krain                                                                    | 77    |       |

## Mai
| Tag     | Name                                | Beruf, bekannt als                                                                                  | Alter | Beleg |
| ------- | ----------------------------------- | --------------------------------------------------------------------------------------------------- | ----- | ----- |
| 5. Mai  | Raymond Leplat                      | Hugenotte, sächsischer Hofbeamter, Innenarchitekt, Museumsinspektor                                 |       |       |
| 5. Mai  | Elisabetta Pilotti                  | italienische Opernsängerin                                                                          |       |       |
| 7. Mai  | Stephan Laurenz de La Roque         | französischer Künstler                                                                              |       |       |
| 11. Mai | Moses Salomon Gumpertz              | jüdischer Mediziner                                                                                 |       |       |
| 11. Mai | Johann Friedrich von Anhalt-Zerbst  | kaiserlicher General                                                                                | 46    |       |
| 13. Mai | Nicolas Andry de Boisregard         | französischer Mediziner                                                                             |       |       |
| 14. Mai | Friedrich Christian von Fürstenberg | Domherr, Propst und kurkölner Minister                                                              | 41    |       |
| 14. Mai | Dominique Varlet                    | Missionsbischof in Nordamerika und Mitbegründer der Altkatholischen Kirche                          | 64    |       |
| 17. Mai | Ernst Ferdinand von Werdeck         | königlich preußischer Generalmajor und Chef des Dragoner-Regiments Nr. 7                            | 54    |       |
| 21. Mai | Lars Roberg                         | schwedischer Mediziner                                                                              | 78    |       |
| 21. Mai | Johann Arnold Zeitfuchs             | deutscher Chronist, Theologe und geistlicher Schriftsteller                                         | 71    |       |
| 23. Mai | Charles Claude Dubut                | französischer Bildhauer und Stuckateur                                                              |       |       |
| 24. Mai | Pylyp Orlyk                         | Führer der Saporoscher Kosaken und engster Mitarbeiter des ukrainischen Kosaken-Atamans Iwan Masepa | 69    |       |
| 31. Mai | Januarius Schwab                    | deutscher Benediktinerabt                                                                           | 74    |       |
| 31. Mai | Michael Spanner                     | Architekt des Barock                                                                                |       |       |

## Juni
| Tag      | Name                                | Beruf, bekannt als                                | Alter | Beleg |
| -------- | ----------------------------------- | ------------------------------------------------- | ----- | ----- |
| 1. Juni  | Karl Friedrich Drollinger           | deutscher Archivar, Schriftsteller, Übersetzer    | 53    |       |
| 2. Juni  | Giuseppe Appiani                    | italienischer Altkastrat                          | 30    |       |
| 8. Juni  | Omobono Stradivari                  | italienischer Geigenbauer                         | 62    |       |
| 8. Juni  | Johann Kaspar Wuppermann            | Bürgermeister in Elberfeld                        | 73    |       |
| 16. Juni | Louise Élisabeth de Bourbon-Orléans | Gattin König Ludwigs von Spanien                  | 32    |       |
| 23. Juni | Georg Friedrich Richter             | deutscher Mathematiker und Politikwissenschaftler | 50    |       |
| 28. Juni | Johann Joseph Ignaz Brentner        | böhmischer Komponist des Spätbarock               | 52    |       |
| 29. Juni | Joseph Emanuel Fischer von Erlach   | österreichischer Architekt                        |       |       |
| Juni     | Johann Friedrich Bachstrom          | Theologe, Mediziner, Autor, Schriftsteller        | 55    |       |

## Juli
| Tag      | Name                        | Beruf, bekannt als                                                     | Alter | Beleg |
| -------- | --------------------------- | ---------------------------------------------------------------------- | ----- | ----- |
| 1. Juli  | Bohuslav Matěj Černohorský  | tschechischer Komponist und Orgellehrer                                | 58    |       |
| 4. Juli  | Guido Grandi                | italienischer Mathematiker und Kamaldulenser                           | 70    |       |
| 11. Juli | Ernst Ludwig Carl           | deutscher Wirtschaftswissenschaftler und Politiker                     | 60    |       |
| 11. Juli | Eberhard August Georgii     | deutscher Jurist und Syndikus                                          | 41    |       |
| 12. Juli | Evaristo Dall’Abaco         | italienischer Violinist, Cellist und Komponist                         | 67    |       |
| 14. Juli | Richard Bentley             | englischer klassischer Philologe und Textkritiker                      | 80    |       |
| 17. Juli | Franz Ludwig von Zinzendorf | österreichischer General und Festungskommandant auf Spielberg          | 81    |       |
| 18. Juli | Abraham Sharp               | englischer Astronom, Mathematiker und Instrumentenbauer                |       |       |
| 19. Juli | William Somervile           | britischer Dichter                                                     | 66    |       |
| 19. Juli | Johann Baptist Xavery       | niederländischer Bildhauer                                             | 45    |       |
| 21. Juli | Johannes Steuchius          | schwedischer Geistlicher, Erzbischof von Uppsala                       | 66    |       |
| 23. Juli | Susanna Wesley              | englische Pfarrfrau, Mutter von John und Charles Wesley                | 73    |       |
| 24. Juli | Octavio Broggio             | böhmischer Architekt und Baumeister des Hochbarock                     | 72    |       |
| 26. Juli | Elias Daniel von Sommerfeld | Titularbischof von Leontopolis in Pamphylia und Weihbischof in Breslau | 61    |       |
| Juli     | Johann von Wedell           | preußischer Offizier, zuletzt Generalmajor                             | 63    |       |

## August
| Tag        | Name                       | Beruf, bekannt als                      | Alter | Beleg |
| ---------- | -------------------------- | --------------------------------------- | ----- | ----- |
| 1. August  | Nikolaus Liechtenfurtner   | deutscher Künstler                      |       |       |
| 6. August  | Johann August von Voigt    | preußischer Generalmajor                | 65    |       |
| 10. August | Georg Philipp Rugendas     | deutscher Maler und Kupferstecher       | 75    |       |
| 11. August | August Bohse               | deutscher Schriftsteller                | 81    |       |
| 11. August | Georg Pacák                | böhmischer Bildhauer (Barock)           |       |       |
| 14. August | Maria van Lommen           | niederländische Geschäftsfrau           | 54    |       |
| 15. August | Jean-Jacques Manget        | Schweizer Arzt und Herausgeber          | 90    |       |
| 16. August | Guillielmus de Grof        | flämischer Bildhauer                    |       |       |
| 17. August | Franz Anton Kuen           | Bildhauer des Barock                    | 63    |       |
| 22. August | Conrad Friedrich Feuerlein | deutscher Theologe                      | 48    |       |
| 25. August | Carlos Seixas              | portugiesischer Komponist und Cembalist | 38    |       |

## September
| Tag           | Name                               | Beruf, bekannt als                                                         | Alter | Beleg |
| ------------- | ---------------------------------- | -------------------------------------------------------------------------- | ----- | ----- |
| 4. September  | Sophia Albertine von Erbach-Erbach | Herzogin von Sachsen-Hildburghausen                                        | 59    |       |
| 12. September | Johann Caspar Malsch               | deutscher Geschichtsschreiber und Rektor des Gymnasiums Illustre Karlsruhe | 68    |       |
| 15. September | Franz Adolf Dietrich von Ingelheim | Reichskammerrichter                                                        | 82    |       |
| 15. September | Augustin Ostermayer                | deutscher Benediktiner und Abt                                             | 47    |       |
| 18. September | Reginbald Perckmayr                | deutscher Benediktiner und Theologe                                        |       |       |
| 22. September | Frederic Louis Norden              | dänischer Marineoffizier und Forschungsreisender                           | 33    |       |
| 24. September | Johann Matthias Hase               | deutscher Mathematiker, Astronom, Kartograph und historischer Geograph     | 58    |       |
| 28. September | Jean-Baptiste Massillon            | französischer Prediger, Theologe und Bischof                               | 79    |       |

## Oktober
| Tag         | Name                                  | Beruf, bekannt als                                                                          | Alter | Beleg |
| ----------- | ------------------------------------- | ------------------------------------------------------------------------------------------- | ----- | ----- |
| 6. Oktober  | Siegmund Hahn                         | deutscher Arzt und Stadtphysikus in Schweidnitz, Begründer der Hydrotherapie in Deutschland | 77    |       |
| 7. Oktober  | Josias Poolmann                       | Abt von Grafschaft                                                                          | 55    |       |
| 8. Oktober  | Louis Armand de Brichanteau           | französischer Adliger und Militär                                                           | 60    |       |
| 9. Oktober  | Alexander von Dönhoff                 | preußischer Generalleutnant und Vertrauter des Königs Friedrich Wilhelm I. (Preußen)        | 59    |       |
| 10. Oktober | Matthias Wolcker                      | deutscher Kirchenmaler                                                                      | 38    |       |
| 19. Oktober | Pedro de Ribera                       | spanischer Architekt                                                                        | 61    |       |
| 19. Oktober | Carl Ludwig von Spiegel zum Desenberg | deutscher General                                                                           |       |       |
| 30. Oktober | Magdalena Wilhelmine von Württemberg  | badische Markgräfin                                                                         | 64    |       |
| 31. Oktober | Ki no Kaion                           | japanischer Schriftsteller                                                                  |       |       |

## November
| Tag          | Name                                  | Beruf, bekannt als                                                                          | Alter | Beleg |
| ------------ | ------------------------------------- | ------------------------------------------------------------------------------------------- | ----- | ----- |
| 1. November  | Johann Christian Koch                 | Medailleur                                                                                  | 62    |       |
| 4. November  | Christian Reinhold von Derschau       | preußischer Generalmajor, Amtshauptmann von Peitz und Cottbus, Mitglied des Tabakskollegium | 63    |       |
| 4. November  | Alexei Michailowitsch Tscherkasski    | russischer Politiker                                                                        | 62    |       |
| 6. November  | Martin Frantz                         | deutscher Architekt                                                                         |       |       |
| 7. November  | Hieronymus Simons van Alphen          | deutscher reformierter Theologe                                                             | 77    |       |
| 7. November  | Aloys Thomas Raimund von Harrach      | österreichischer Staatsmann und Diplomat                                                    | 73    |       |
| 7. November  | Johann August                         | Fürst von Anhalt-Zerbst                                                                     | 65    |       |
| 9. November  | Claude-François-Alexandre Houtteville | französischer Geistlicher                                                                   |       |       |
| 11. November | Francesco Antonio Calegari            | italienischer Komponist und Musiktheoretiker                                                | ≈86   |       |
| 12. November | Christoph Hochreutiner                | Schweizer Bürgermeister und Tagsatzungsgesandter                                            | 80    |       |
| 12. November | Friedrich Hoffmann                    | deutscher Mediziner                                                                         | 82    |       |
| 17. November | Carl Rudolf                           | Herzog von Württemberg, Linie Neuenstadt                                                    | 75    |       |
| 17. November | Maria Theresia von Montfort           | Äbtissin des Damenstifts Buchau                                                             |       |       |
| 29. November | Franziskus Antonius Fasani            | Franziskaner (OFM); in der katholischen Kirche als Heiliger verehrt                         | 61    |       |
| 30. November | Jean Baptiste Bassand                 | französischer Mediziner                                                                     | 62    |       |
| November     | Johann Sebastian Brumhard             | deutscher Pietist                                                                           |       |       |

## Dezember
| Tag          | Name                                         | Beruf, bekannt als | Alter | Beleg |
| ------------ | -------------------------------------------- | --- | ----- | ----- |
| 3. Dezember  | Claude Aubriet                               | französischer Naturmaler |       |       |
| 7. Dezember  | Philipp Julius Rehtmeyer                     | deutscher Theologe und Historiker | 64    |       |
| 8. Dezember  | Sigmund Friedrich von Khevenhüller           | österreichischer Adeliger und Politiker | 76    |       |
| 17. Dezember | François-Joseph de Beaupoil de Saint-Aulaire | französischer Offizier und Dichter | 94    |       |
| 18. Dezember | Adam Friedrich Zürner                        | deutscher evangelischer Pfarrer und Kartograph | 63    |       |
| 19. Dezember | Johann Michael Senckeisen                    | deutscher Architekt und Baumeister |       |       |
| 23. Dezember | Carlo Gaetano Stampa                         | italienischer Geistlicher, römisch-katholischer Erzbischof von Mailand und Kardinal                                                                               | 75    |       |
| 24. Dezember | Bogislaw Friedrich von Dönhoff               | preußischer Generalmajor | 73    |       |
| 25. Dezember | Michael Kelsch                               | deutscher Mathematiker, Philosoph und Astronom | 49    |       |
| 26. Dezember | Johann Adolph von Brühl                      | königlich-polnischer und kurfürstlich-sächsischer Stallmeister und Kammerherr, fürstlich-sächsischer Oberstallmeister und Reisemarschall sowie Rittergutsbesitzer | 47    |       |
| 31. Dezember | Karl III. Philipp                            | Kurfürst von der Pfalz, Herzog von Jülich und Berg | 81    |       |
| 31. Dezember | Louis Bourguet                               | Schweizer Paläontologe, Geologe, Mathematiker und Philosoph | 64    |       |

## Datum unbekannt
| Tag | Name                           | Beruf, bekannt als                                     | Alter | Beleg |
| --- | ------------------------------ | ------------------------------------------------------ | ----- | ----- |
|     | Jacopo Appiani                 | italienischer Stuckateur des Rokoko                    |       |       |
|     | Marie-Anne Barbier             | französische Dramatikerin                              |       |       |
|     | Giacomo Antonio Corbellini     | italienischer Stuckateur                               |       |       |
|     | Matteo Goffriller              | Südtiroler Geigenbauer in Venedig                      |       |       |
|     | Theophilus Andreas Hagemann    | deutscher lutherischer Geistlicher                     |       |       |
|     | Johann Adam Karinger           | Steinmetz und Steinbildhauer                           |       |       |
|     | Hans Georg Koller              | gräflicher Hofschreiner, Kunstschreiner und Baumeister |       |       |
|     | Giovanni Mossi                 | italienischer Komponist und Violinist des Barock       |       |       |
|     | Stefano Pallavicini            | italienischer Hofdichter, Dramaturg und Regisseur      |       |       |
|     | Johann Gottfried Riemschneider | deutscher Opernsänger                                  |       |       |
|     | Benedikt Schöttl               | Maurermeister und Architekt                            |       |       |